# ريتشارد ستانتون
ريتشارد ستانتون (بالإنجليزية: Richard Stanton)‏ هو رجل إطفاء بريطاني، ولد في عقد 1960 في كوفنتري في المملكة المتحدة.